# Jerry Norman
Jerry Lee Norman (* 16. Juli 1936 in Watsonville, Kalifornien; † 7. Juli 2012 in Seattle) war ein amerikanischer Sinologe und Mandschurist.
Norman schrieb seine Dissertation 1969 an der University of California, Berkeley zum Thema The Kienyang Dialect of Fukien.
Er lehrte von 1972 bis zu seiner Emeritierung im Jahr 1998 am Department of Asian Languages der University of Washington in Seattle. Bekannt wurde Norman durch seine Beschäftigung mit den Min-Dialekten und den altaischen Sprachen. Norman war unter anderem Präsident der renommierten American Oriental Society.

## Werke
- A Manchu-English dictionary, Taipei 1967
- A concise Manchu-English lexicon, Seattle, University of Washington Press 1978
- Chinese, Cambridge, Cambridge University Press, 1988
- (Übers.) Xigui Qiu: Chinese writing, Berkeley, Calif., Society for the Study of Early China 2000

| Personendaten    | Personendaten                                                    |
| ---------------- | ---------------------------------------------------------------- |
| NAME             | Norman, Jerry                                                    |
| ALTERNATIVNAMEN  | Norman, Jerry Lee (vollständiger Name)                           |
| KURZBESCHREIBUNG | US-amerikanischer Sprachwissenschaftler (Sinologe, Mandschurist) |
| GEBURTSDATUM     | 16. Juli 1936                                                    |
| GEBURTSORT       | Watsonville, Kalifornien                                         |
| STERBEDATUM      | 7. Juli 2012                                                     |
| STERBEORT        | Seattle                                                          |